# Pingsdorfs aardewerk

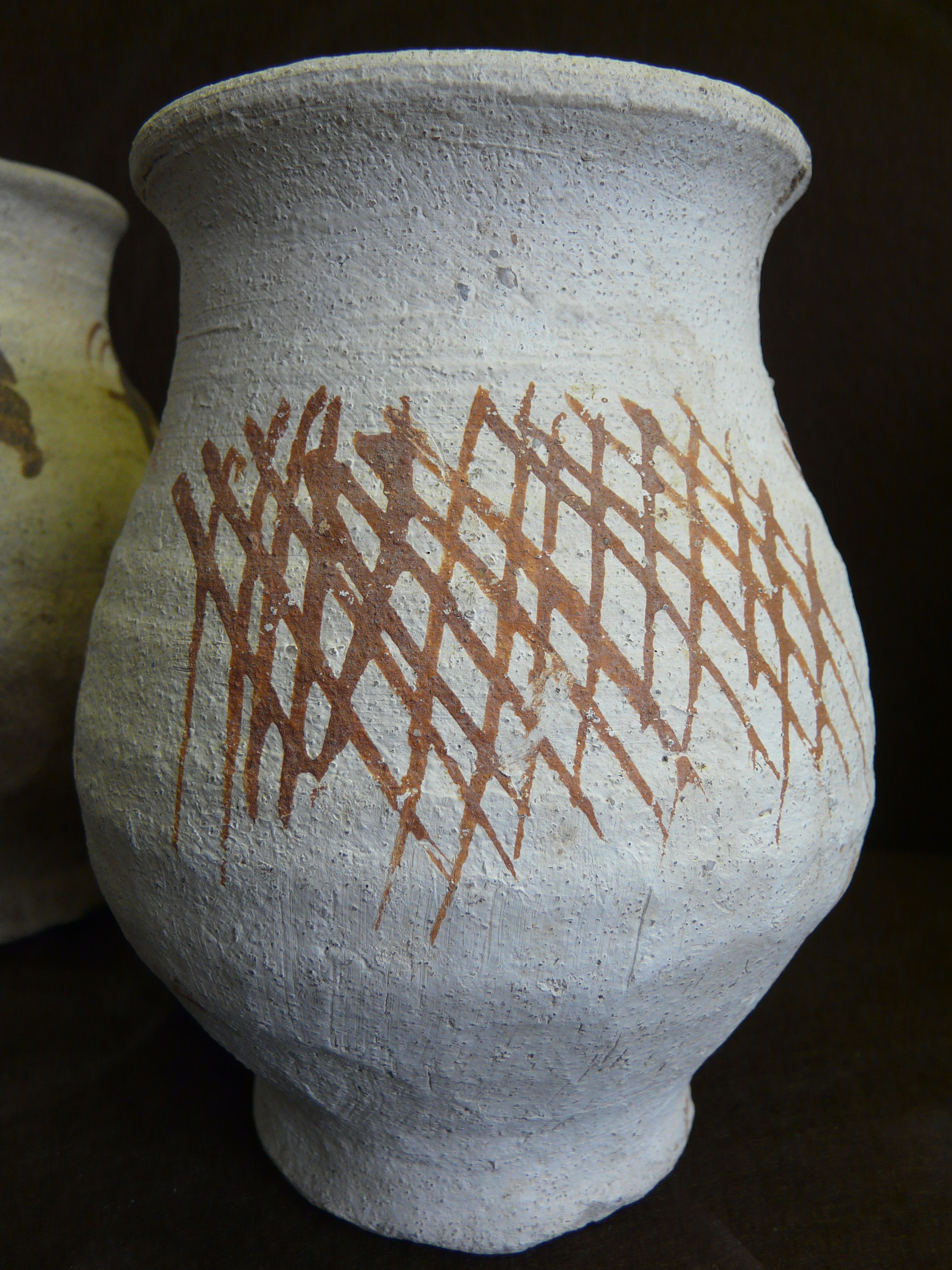
Pingsdorfer beker uit 12e eeuw (Museum Burg Linn)

Pingsdorfs aardewerk of Pingsdorfer aardewerk werd tussen de 9e en 13e eeuw geproduceerd op  verschillende plaatsen in het Rijnland. Hier ligt ook Pingsdorf waar de meeste vondsten van dit type aardewerk zijn gedaan. Pingsdorf-producten werden gemaakt op een snel roterende pottenbakkersschijf en gebakken bij een temperatuur van 900-1000°c.
Kenmerkend is het hoge zandgehalte van de klei. De producten zijn vaak grijs tot geelwit tot lichtbruin van kleur, maar meer paars  als de baktemperatuur hoger is. Doorgaans is er sprake van een rood-bruine tot paarse versiering van strepen in verschillende patronen. 

## Vindplaatsen Nederland
Pingsdorf-aardewerk is op verschillende plaatsen in Nederland gevonden, onder meer in Friesland, Gelderland en Zuid-Limburg. Vergelijkbaar aardewerk werd echter ook in Nederland vervaardigd, bijvoorbeeld in Zuid-Limburg, Utrecht en Friesland.